# Paias Wingti

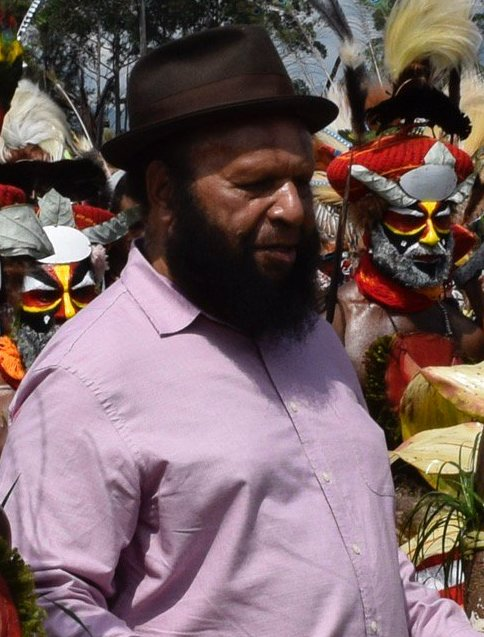
Paias Wingti, 2018

Paias Wingti (* 2. Februar 1951) ist ein papua-neuguineischer Politiker. Er war Premierminister von Papua-Neuguinea von 1985 bis 1988, und noch einmal von 1992 bis 1994.
Wingti ist Mitglied des Jika Stammes aus der Provinz Western Highlands. Er studierte an der Universität von Papua-Neuguinea Ökonomie und gewann 1977, während seines letzten Studienjahres, die Wahl für den Parlamentssitz des Wahlbezirks Mount Hagen. 1985 wurde er als Führer der Partei People's Democratic Movement, die er von der Pangu Party abgespalten hatte, jüngster Premierminister des Commonwealth; nachdem Michael Somare einen Misstrauensantrag im Parlament verloren hatte. Julius Chan, der selbst als Premierminister kandidiert hatte, wurde sein Stellvertreter.
Seit 1987 führte Wingti eine Koalition von fünf Parteien an, die im Parlament mit einer Mehrheit von drei Stimmen regierte. In der Außenpolitik verstärkte er die Beziehungen zur Sowjetunion, den USA, zu Japan und zur VR China. Er verlor 1988 einen erneuten Misstrauensantrag, kehrte aber schon 1992 für eine weitere zweijährige Amtszeit an die Macht zurück.
1993 reiste Paias Wingti zu Gesprächen mit seinen Amtskollegen nach Indonesien, Malaysia und Singapur, um für das rohstoffreiche Papua-Neuguinea, das bisher hauptsächlich mit Australien Handel getrieben hatte, neue Wirtschaftsbeziehungen zu diesen Staaten zu knüpfen.
Von 2002 bis 2007 war er Gouverneur der Provinz Western Highlands; ein Amt, das er vorher schon von 1995 bis 1997 ausgeübt hatte. Bei den Parlamentswahlen von 2007 verlor er seinen Parlamentssitz.